# Arsen Julfalakyan
Arsen Julfalakyan (in armeno Արսեն Ջուլֆալակյան?; Gyumri, 8 maggio 1987) è un lottatore armeno, specializzato nella lotta greco-romana.

## Palmarès
- Giochi olimpici

Londra 2012: argento nei 74 kg.
- Mondiali

Mosca 2010: argento nei 74 kg.
Istanbul 2011: bronzo nei 74 kg.
Budapest 2013: bronzo nei 74 kg.
Tashkent 2014: oro nei 75 kg.
- Europei

Vilnius 2009: oro nei 74 kg.
Belgrado 2012: bronzo nei 74 kg.
Vantaa 2014: argento nei 75 kg.
Bucarest 2019: bronzo nei 77 kg.
- Universiadi

Kazan' 2013: bronzo nei 74 kg.